# Староисаевский сельсовет
Староисаевский сельсовет — муниципальное образование в Нуримановском районе Башкортостана.
Административный центр — село Старокулево.

## История
Согласно Закону о границах, статусе и административных центрах муниципальных образований в Республике Башкортостан имеет статус сельского поселения.

## Население
| 2002  | 2009  | 2010  | 2012  | 2013  | 2014  | 2015  |
| ----- | ----- | ----- | ----- | ----- | ----- | ----- |
| 1460  | ↗1564 | ↘1481 | ↘1469 | ↗1485 | ↘1460 | ↘1443 |
| 2016  | 2017  | 2018  |       |       |       |       |
| ↘1424 | ↘1403 | ↘1383 |       |       |       |       |

## Состав сельского поселения
| № | Населённый пункт | Тип населённого пункта       | Население |
| - | ---------------- | ---------------------------- | --------- |
| 1 | Старокулево      | село, административный центр | ↘721      |
| 2 | Староисаево      | деревня                      | ↘537      |
| 3 | Ишмуратово       | деревня                      | ↘223      |

## Известные уроженцы
- Гайнан Хайри (2 июня 1903 — 16 октября 1938) — башкирский писатель[16][17].
- Сираева, Савия Гимадлисламовна (род. 5 января 1934) — актриса театра Нур, Салаватского театра драмы, Народная артистка Республики Башкортостан (2003), Народная артистка Республики Татарстан (2006), Заслуженная артистка Российской Федерации (2007)[18].